# Hercegovačka gorska služba spašavanja
Hercegovačka gorska služba spašavanja (HGSS) je volonterska, nevladina i neprofitna udruga čiji je cilj pomoć i spašavanje kako u nepristupačnim planinskim tako i u urbanim sredinama. HGSS je osnovan početkom 2011. godine, a prve godine osnivanja Hercegovinu je pogodila velika nezapamćena snježna nepogoda gdje inicijativu organizacije i pomoći ugroženom stanovništvu preuzima na sebe tek osnovana služba nakon čega je postala prepoznatljiva i prihvaćena. Kao sjećanje na te događaje HGSS Mostar slavi 6. veljače svoj rođendan.
Članica je saveza Gorskih službi spašavanja u BiH koji okuplja i organizira sve gorske službe spašavanja u Bosni i Hercegovini te je članica ICAR (International Commission for Alpine Rescue - Međunarodna udruga gorskih spasilačkih službi) kao i ECRA-e (European Cave Rescue Association – Europsko speleospasilačko udruženje). 

## Razvoj
Zbog ratnih djelovanja, kao i sve ostalo, i samo gorsko spašavanje u BiH stagnira, što je se osobito očitovalo i u nedostatku instruktorskog kadra. Prvi članovi idu na obuke u susjednu R. Hrvatsku kod Hrvatske gorske službe spašavanja nakon čega se nastavlja rad ka instruktorskim zvanjima kako bi se znanje kvalitetno prenijelo u Bosnu i Hercegovinu. U narednim godina temeljne obuke se održavaju u Bosni i Hercegovini uz vođenje starijih instruktora iz BiH, instruktora Hrvatske gorske službe spašavanja zajedno s novim instruktorskim kandidatima.
Uvidjelo je se da se samo iznimnim zalaganjem i znanjem može nadoknaditi izgubljeno vrijeme i kako bi se napredovalo u svijetu spašavanja članovi HGSS Mostar pored već spomenutih obuka idu na obuke u Sloveniju, Bugarsku... A najbolje se uči od najboljih tako da se izdvaja obuka helikopterskog spašavanja u suradnji Air Zermatt-a i Hrvatskog GSS-a.

## Potražni timovi
Stanica HGSS Mostar 2012. godine dobiva od norveških uzgajivača dva šteneta Belgijskog ovčara (Hipp i Mala), tako da se odmah kreće s obukom potražnih pasa i formiranjem potražnih timova čovjek – pas. Vedran Dujmović i Zdenko Marić kreću s obukom pasa, te odlaze na obuke u Sloveniju i Hrvatsku. Budući da u Bosni i Hercegovini još uvijek nije razvijena obuka spašavateljskih pasa pred instruktorima Hrvatske gorske službe spašavanja Vedran Dujmović i pas Hipp 26.10.2013. polažu licencu čime postaju prvi licencirani potražni tim u gorskim službama spašavanja u Bosni i Hercegovini. Nažalost zbog bolesti nakon 7 godina rada Hipp je uginuo. 
Trenutno u stanici HGSS Mostar imaju 3 potražna tima sa psima Rain, Aria i Argo.

## SAR
Sve češće aktivnosti gorskih službi su potrage za osobama koje su se izgubile, čak i u blizini naselja ali još uvijek u nepristupačnim predjelima. Zbog čega Savez gorskih službi spašavanja u BiH kreće u razvoj potraga i spašavanja. Pripadnici HGSS Mostar su predvodnici u organizaciji i vođenju potraga, te digitalnoj kartografiji. Član HGSS Mostar je ispred Saveza GSSuBiH u suradnji s Hrvatskom gorskom službom spašavanja razvio i na ICAR kongresu 2019. godine su predstavili matematički alat za vođenje i nadzor kompleksnih operacija potrage i spašavanja, da bi 2020. godine također na ICAR kongresu predstavljen inovativni analitički alati za vođenje kompleksnih operacija potrage i spašavanja, te inovacije u taktikama potrage i obukama gorskih spašavatelja razvijeni u gorskim službama spašavanja u Bosni i Hercegovini. 

## Vanjske poveznice
www.hgss.ba